# Aderus vegenotatus
Aderus vegenotatus é uma espécie de inseto besouro da família Aderidae. Foi descrita cientificamente por Maurice Pic em 1934.

## Distribuição geográfica
Habita nas Maurícias.